# Кевин Џонас
Пол Кевин Џонас II (енгл. Paul Kevin Jonas II; Тинек, 5. новембар 1987) амерички је певач, текстописац, глумац и продуцент, најпознатији као некадашњи члан поп-рок бенда Џонас брадерс, који је основао са браћом Џоом и Ником.